# La solitud dels nombres primers
La solitud dels nombres primers (títol original en italià La solitudine dei numeri primi) és una novel·la de l'escriptor italià Paolo Giordano, publicada originalment el 2008 en italià a l'editorial Mondadori i traduïda i publicada en català el 2009 per Anna Casassas en el segell d'Edicions 62 primer i després a Labutxaca. La novel·la va rebre el Premio Strega italià,. quan va sortir publicada, i també el Premi Campiello.

## Argument
La novel·la comença amb dues històries paral·leles, la de l'Alice della Rocca, una nena de set anys que odia l'esquí, però que el seu pare l'obliga a practicar-lo. Un matí de boira es perd, cau en un barranc i es trenca la cama, que li quedarà malament la resta de la vida i la farà coixejar. L'altra història és la d'en Mattia Balossino i la seva gemana bessona Michela. Mentre en Mattia és superdotat, la Michela té un retard cognitiu greu. Un dia els conviden a tots dos a una festa d'aniversari i en Mattia l'abandona en un parc mentre hi van per tal de poder gaudir sense noses, però quan torna, la seva germana ha desaparegut i no la tornarà a trobar.
La novel·la continua amb l'adolescència dels dos protagonistes, que es coneixen per casualitat a l'institut. Tots dos són uns solitaris, uns marginats. En Mattia té tendències suïcides, mentre que l'Alice coixeja i rep les burles i les quintades de les companyes. Trobar-se serà positiu per a tots dos, que es convertiran en confidents un de l'altre i es faran companyia en les mútues solituds.
D'adults el que podia haver estat una parella prou ben avinguda, no es realitza. L'Alice es casa amb un metge, en Fabio, mentre treballa en una botiga de fotografia i en una ocasió es venja de la noia que li havia fet les quintades, ja que li destrossa les fotos que li havia fet en el casament. En Mattia accepta una plaça de professor universitari de matemàtiques en un país del nord sense especificar. El matrimoni de l'Alice fracassa perquè el marit vol tenir fills i ella no és capaç de dir-li que ni tan sols té la menstruació, cosa que farà que la parella es consumi. Per altra banda, en Mattia viu en allunyat, sense relacionar-se massa amb ningú, només a l'espera de la trucada, freda i impersonal, dels seus pares cada dimecres.
Tot podria haver canviat quan l'Alice sembla veure la Michela, que reconeix per les faccions idèntiques a en Mattia, i el fa venir per dir-li-ho, però al final no li diu res. Ambdós pensen en el que podria ser, en estar junts, però per indolència, ni un ni l'altre són capaços de dir res, de fer res. La novel·la acaba amb els dos protagonistes que obseren l'horitzó vora un curs d'aigua, el riu on presumptament es va ofegar la Michela, en el cas de l'Alice, i en el mar al seu país d'acollida, en el cas d'en Mattia.
En el fons, en Mattia i l'Alice són com dos nombres primers, solitaris en un mar de nombres naturals iguals, que es relacionen, però en el seu cas no. Fins i tot, per la proximitat que tenen, poden ser nombres primers bessons, que són aquells que estan propers en la seqüència dels nombres naturals, però no acaben mai d'estar de costat.

## Cinema
L'any 2010 se'n va fer una adaptació cinematogràfica, dirigida per Saverio Costanzo, i interpretada per Alba Rohrwacher, Luca Marinelli i Isabella Rossellini, i amb música de Mike Patton.